# Coblentz (cràter)
|  | Aquest article tracta sobre un cràter de la Lluna. Si cerqueu un cràter de Mart , vegeu «Coblentz (cràter marcià)». |

Coblentz és un petit cràter d'impacte situat a la cara oculta de la Lluna, al sud del cràter molt més gran Bolyai. Aquest cràter manté una vora circular, tot i que desgastada per l'erosió d'impactes successius. Això és particularment visible en l'extrem sud, on hi ha una bretxa irregular a la vora. El sòl interior no té trets distintius, excepte alguns petits cràters.

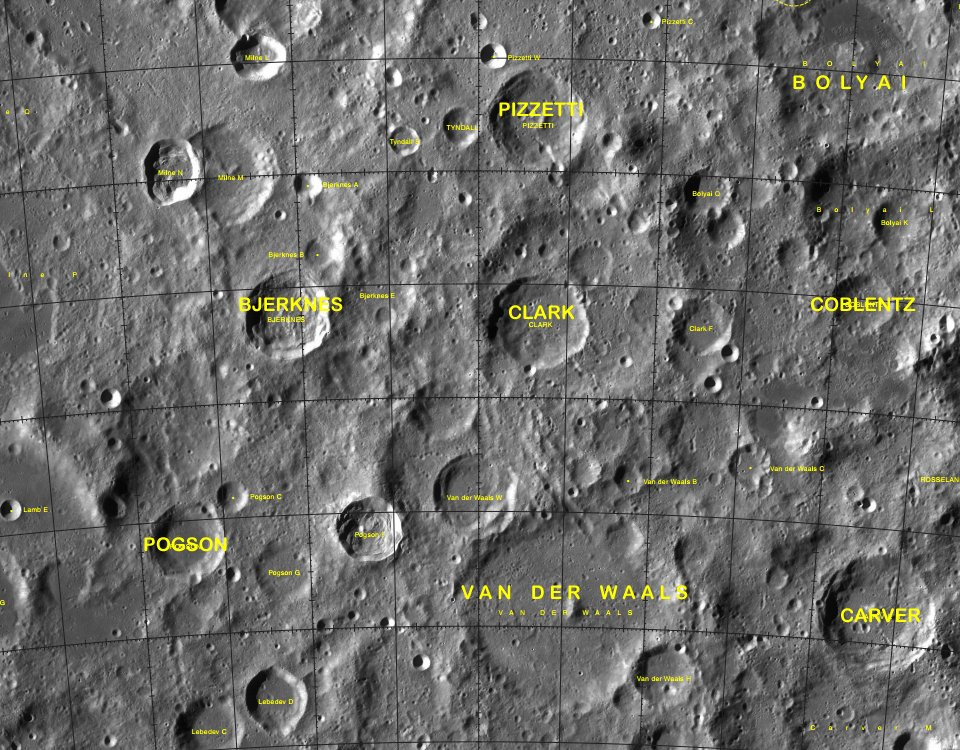
Localització de Coblentz (dalt a la dreta de la imatge)

La vora nord-oest de Coblentz s'uneix a la vora sud de Bolyai mitjançant un ressalt en forma d'arc, amb diverses zones de material fosc de baix albedo just al sud i al sud-oest de Coblentz.